# Jean Buys
Pour les articles homonymes, voir Buys.
Jean Buys (connu également sous son nom latin, Johannes Busaeus, parfois Jean Busée), né le 14 avril 1547 à Nimègue (Duché de Gueldre, aujourd'hui aux Pays-Bas) et décédé le 30 mai 1611 à Mayence (Électorat de Mayence, aujourd'hui en Allemagne) est un prêtre jésuite néerlandais, théologien, et auteur spirituel.

## Biographie
Originaire de la même ville et parent de saint Pierre Canisius, Jean Buys entre au noviciat jésuite de Cologne le 1er juillet 1563. Il étudie à l’université de Mayence où il a été l'un des premiers jésuites à obtenir (en 1564) un diplôme en philosophie. Buys fait ses études préparatoires au sacerdoce au collège romain, à Rome et y est ordonné prêtre. Deux de ses frères furent également jésuites : Peter (1540-1587) and Thomas Buys (1548-1585). 
Durant vingt-deux ans il enseigne ensuite l'Écriture sainte, la théologie dogmatique et morale à Mayence où il dirige également une des premières congrégations mariales. 
Durant sa vie, Buys publie plus de trente ouvrages. Il est l’auteur d’un certain nombre d’entre eux. Les autres sont des traductions ou éditions d'autres auteurs contemporains :
- Son œuvre la plus originale est son ‘Enchiridion’, une collection de méditations pour les membres des congrégations mariales. Il y développe une spiritualité pour le laïcat. De 1606 (année de sa première impression) jusqu'à la fin du XIXe siècle, l’enchiridion connait 130 éditions en neuf langues différentes.
- Puisant dans la Bible, les pères de l'Église et d’autres auteurs Buys compose un ‘Panarion’, une liste de 83 vices, de ‘Acédie’ à ‘Usure’, et une liste de 75 vertus, le ‘Viridiarum’ (le ‘Verger’), de ‘Abnégation’ à Zèle’.
- Son ‘De statibus hominum’ traite de la vie chrétienne pour les différentes professions, âges et états de vie. Il comprend une section spéciale consacrée à la vie des agriculteurs.
- Ses autres publications sont des traités polémiques – au ton modéré - contre la doctrine de la Réforme protestante,  et des traductions latines de lettres de missionnaires jésuites tels Luís Fróis (Japon), Niccolò Longobardi (Chine), Nicolas Pimenta (Inde) et d’autres.
- Buys traduisit également des œuvres ascétiques de confrères jésuites contemporains ainsi le livre sur la communion fréquente de Fulvio Androzzi, les méditations sur la vie du christ de Vincenzo Bruni et d’autres méditations sur les mystères du chapelet de Gaspar Loarte.
- Dans le domaine de l’Histoire de l’Église Buys produit une nouvelle édition de la ‘Vie des papes’ du moine Anastase le Bibliothécaire, de même que des œuvres de Pierre de Blois et des lettres de l’évêque Hincmar de Reims.

Jean Buys connaissait bien les besoins spirituels de son temps. Il y répondit en proposant des textes simples et précis, tirés de la tradition de l’Église et d’auteurs contemporains, les présentant de manière attrayante et claire. Il fut un des auteurs jésuites les plus lus de son temps. Il meurt à Mayence le 30 mai 1611.

## Écrits
- (la) Pro calendario Gregoriano disputatio apologetica, Mainz, Caspar Behem, 1585 (lire en ligne)
- Apologeticus disputationis theologicae de persona Christi..., Mayence, 1588.
- Enchiridion piarum meditationum in omnes dominicas..., Mayence, 1606.
- Panarion, hoc est, Arca medica variis... antidotis adversus animi morbos instructa, Mayence, 1608.
- Viridiarium christianarum virtutum, Mayence, 1610.
- De statibus hominum, Mayence, 1613.